# Consumer-to-consumer
C2C (от англ. Consumer-to-consumer, буквально — «Потребитель для Потребителя») — термин, обозначающий схему взаимоотношений конечного потребителя (consumer) с конечным потребителем, при которой покупатель и продавец не являются предпринимателями в юридическом смысле этого слова.
Обычно, в таких коммерческих взаимоотношениях участвует третья сторона — посредник, который организует торговую площадку, например интернет-аукцион, сайт-объявлений о купле/продаже и пр. Также, посредник может являться гарантом и/или исполнителем проведения платежа, Посредник не является гарантом получения товара, но в некоторых случаях может влиять на разрешение спорных ситуаций. Также посредник не участвует в продвижении товара, этим занимается продавец самостоятельно. К особенностями схемы С2С можно отнести низкие трансакционные издержки, более низкую цену за товар. Отрицательная особенность — повышенная вероятность мошенничества. Для борьбы с ним площадки вводят систему репутации.
К этой категории можно отнести кооперативную торговлю. Хотя обмен между пайщиками кооператива нельзя считать собственно торговлей (перехода собственности нет).

## Примеры
Примеры успешного применения модели C2C: онлайн аукционы (eBay), сайты пользовательских объявлений, (например, Craigslist и Gumtree).